# Avenches

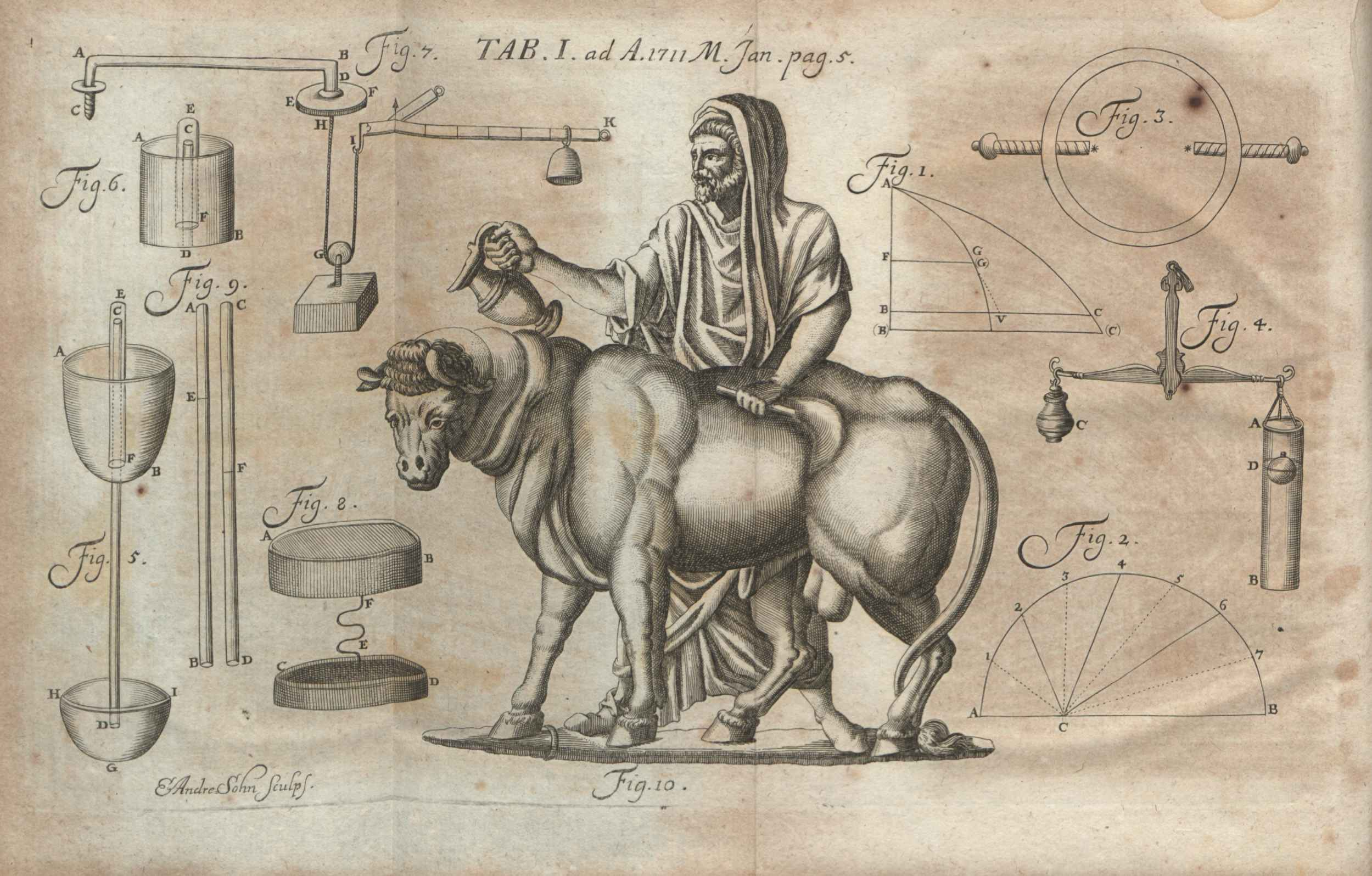
Fig. 10. Illustració de la revisió a Apologie pour la vieille Cité d'Avenche (Acta eruditorum, 1711)

Avenches és un municipi del cantó suís del Vaud, situat al districte de Broye-Vully. Es tracta de l'antiga Aventicum romana i també era el cap de l'antic districte d'Avenches.

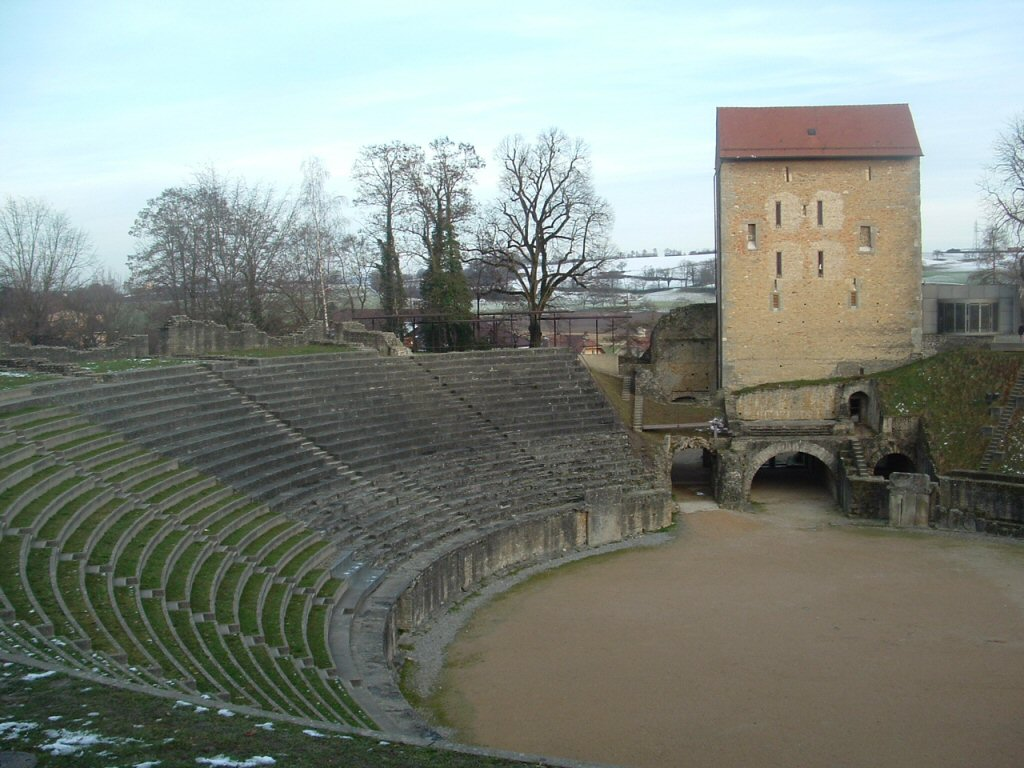
L'amfiteatre romà d'Avenches